# Paradosso di Bertrand
Il paradosso di Bertrand è un problema riguardante l'approccio classico alla teoria della probabilità, formulato inizialmente da Joseph Bertrand nel suo lavoro Calcolo delle probabilità del 1889, che mostra come il concetto di probabilità non sia ben definito se non è chiaro il meccanismo in cui le variabili casuali sono generate. Bertrand propose tre approcci alla soluzione del problema basati su ragionamenti che intuitivamente sembrano tutti essere validi, ma che portano a risultati incoerenti.

## Formulazione
Dato un triangolo equilatero inscritto in una circonferenza e una corda del cerchio scelta casualmente, il problema consiste nel determinare la probabilità che la corda sia più lunga di un lato del triangolo. Bertrand propose tre diversi approcci:

rosso = più lunga del lato del triangolo, blu = più corta

1. rosso = più lunga del lato del triangolo, blu = più corta Il metodo degli "estremi casuali": si scelga un punto sulla circonferenza e si ruoti il triangolo in modo che il punto scelto sia uno dei vertici. Si scelga poi un altro punto sulla circonferenza e si disegni la corda congiungente i due punti. Per punti sull'arco compreso fra gli estremi del lato opposto al primo punto, la corda è più lunga di un lato del triangolo. La lunghezza dell'arco è un terzo della lunghezza della circonferenza, di conseguenza la probabilità che una corda presa a caso sia più lunga di un lato del triangolo iscritto è un terzo.
2. Il metodo del "raggio casuale": si scelga un raggio del cerchio e si ruoti il triangolo in modo che un lato sia perpendicolare al raggio. Si scelga poi un punto del raggio e si disegni la corda perpendicolare al raggio che ha per punto medio il punto scelto. La corda è più lunga di un lato del triangolo se il punto scelto è più vicino al centro del cerchio rispetto al punto in cui il lato del triangolo interseca il raggio. Dal momento che il lato del triangolo divide il raggio in due parti uguali, è ugualmente probabile che il punto scelto sia più vicino o più lontano. Di conseguenza la probabilità che una corda presa a caso sia più lunga di un lato del triangolo inscritto è un mezzo.
3. Il metodo del "punto medio casuale": si scelga un punto casuale del cerchio (non necessariamente della circonferenza!). Si costruisca quindi una corda che abbia il punto scelto come punto medio. La corda è più lunga del lato del triangolo inscritto se il punto scelto cade all'interno di un cerchio concentrico al primo di raggio 1/2. L'area del cerchio più piccolo è un quarto dell'area del cerchio iniziale, di conseguenza la probabilità che una corda presa a caso sia più lunga del lato del triangolo inscritto è un quarto.

## Soluzione classica
La soluzione del problema, quindi, dipende dal metodo mediante il quale scegliamo "casualmente" una corda. Risulta che una volta specificato il metodo di selezione casuale, il problema ha una soluzione ben definita. Ma non esiste un unico metodo di selezione, di conseguenza non può esserci un'unica soluzione. Le tre soluzioni presentate da Bertrand corrispondono a differenti metodi di selezione, e in assenza di ulteriori informazioni non c'è ragione di preferirne uno rispetto agli altri.
I metodi di selezione possono venire visualizzati come segue. Una corda è univocamente identificata dal suo punto medio. Ognuno dei tre metodi di selezione presentati sopra porta a una diversa distribuzione dei punti medi. I metodi 1 e 2 portano a due diverse distribuzioni non uniformi, mentre il metodo tre porta a una distribuzione uniforme. Altre distribuzioni possono essere facilmente immaginate, molte delle quali porteranno a una diversa proporzione delle corde più lunghe del lato del triangolo inscritto sul totale.
|  |  |  |
|  |  |  |

## Soluzione di senso comune
Nella sua pubblicazione del 1973 The Well-Posed Problem , E. T. Jaynes si chiese se davvero non fosse possibile dire cosa significa "casualmente". Egli scrisse che sappiamo di più riguardo a questo "casualmente" di quanto possa sembrare in un primo momento.
Se analizziamo un esperimento casuale per via teorica, possiamo provare a comprenderlo pensando a come eseguiremmo veramente quell'esperimento. In questo caso, potremmo provare a tirare dei piccoli filamenti di paglia su una moneta che giace abbastanza distante da noi da poter dire che il modo in cui la paglia cade sulla moneta è sufficientemente "casuale". A questo punto, è di senso comune affermare che la soluzione è la stessa a prescindere dal fatto che prendiamo una moneta grande o piccola, e a prescindere dal fatto che la moneta sia collocata un pochino più a destra o un pochino più a sinistra.
Se ammettiamo questa informazione addizionale di senso comune, allora vi è un'unica soluzione al problema, ed è quella basata sul secondo metodo di selezione visto sopra: il metodo del "raggio casuale".
Più precisamente, l'argomentazione si sviluppa in questo modo: se abbiamo scelto delle corde casuali in un cerchio di raggio {\displaystyle r}, e a questo punto consideriamo un cerchio concentrico al primo, di raggio {\displaystyle r/2}, allora alcune delle corde del cerchio più grande taglieranno anche il cerchio più piccolo. Se la scelta delle corde segue quello che si intende con il senso comune per "casualmente", allora ci aspetteremmo che l'insieme di corde scelte casualmente dia la stessa probabilità sia nel cerchio grande, sia in quello piccolo. La soluzione cioè dovrebbe essere ad invarianza di scala.
Similmente, se muoviamo il centro del cerchio piccolo, spostandolo dal centro del cerchio grande, allora dovremmo avere nuovamente la stessa probabilità. La soluzione, cioè, dovrebbe essere anche invariante per traslazione.
Più in dettaglio, Jaynes precisa inoltre che la soluzione dovrebbe essere invariante per rotazione.
Egli provò che c'è una sola distribuzione dei punti medi delle corde che è invariante per scala ed invariante per traslazione. Essa può essere derivata direttamente dall'equazione integrale per l'invarianza per traslazione. Questa distribuzione è quella descritta nel "metodo 2", sopra.
Così, pur essendo tutti e tre i metodi perfettamente corretti ed accettabili, il secondo è l'unico che soddisfa i requisiti cui corrisponde, nel senso comune, la frase "scegliere una corda casualmente".

## Sviluppi recenti
In un lavoro pubblicato nel 2014
Diederik Aerts e Massimiliano Sassoli de' Bianchi considerano una strategia mista per affrontare il paradosso di Bertrand. Secondo questi autori, il problema deve essere prima disambiguato, specificando in modo chiaro la natura dell'entità soggetta alla randomizzazione. Infatti, solo quando questo viene fatto il problema può essere considerato come ben posto e il principio di indifferenza di Laplace utilizzato per risolverlo. A tal fine, e dal momento che il problema non specifica come selezionare la corda, il principio va applicato non al livello delle diverse scelte possibili di una corda, ma al livello più profondo dei diversi modi possibili di scegliere una corda. Ciò richiede il calcolo di una (meta) media su tutti i modi possibili di selezionare una corda, che gli autori denominano media universale. Per calcolarla, usano un metodo di discretizzazione che si ispira a quello usato per definire le probabilità in un processo di Wiener.